# Elecciones parlamentarias de Finlandia de 1987
Las elecciones parlamentarias se celebraron en Finlandia los días 15 y 16 de marzo de 1987.
Los resultados vieron un giro hacia la derecha en la política finlandesa, aunque no estaba claro en qué medida, porque la participación electoral, comparativamente baja en un 75%, perjudicó más a la izquierda que a la derecha y tuvo un impacto variable. El Partido Coalición Nacional (KOK) de centroderecha aumentó su porcentaje de votos en solo un 1%, pero ganó nueve escaños en el Eduskunta, casi superando al Partido Socialdemócrata (SDP) como el partido más grande. El porcentaje de votos del SDP cayó un 3%, con 100.000 votos menos, pero solo perdió un escaño debido a la forma en que se distribuyeron sus votos en todo el país. El Partido del Centro se mantuvo estable y ganó dos nuevos escaños. La Liga Verde, que había registrado un avance significativo en las elecciones municipales de 1984, obtuvo dos escaños, mucho menos de lo esperado. Debilitado quizás por su pertenencia al gobierno de larga duración, el Partido Rural Finlandés (SMP) perdió más de un tercio de su apoyo y casi la mitad de sus escaños.

## Resultados
| Partido                               | Votos     | %    | Escaños | +/–   |
| ------------------------------------- | --------- | ---- | ------- | ----- |
| Partido Socialdemócrata de Finlandia  | 695,331   | 24.1 | 56      | –1    |
| Partido Coalición Nacional            | 666,236   | 23.1 | 53      | +9    |
| Partido del Centro                    | 507,460   | 17.6 | 40      | +2    |
| Liga Democrática del Pueblo Finlandés | 270,433   | 9.4  | 16      | –10   |
| Partido Rural Finés                   | 181,938   | 6.3  | 9       | –8    |
| Partido Popular Sueco de Finlandia    | 152,597   | 5.3  | 12      | +2    |
| Alternativa Democrática               | 122,181   | 4.2  | 4       | Nuevo |
| Liga Verde                            | 115,988   | 4.0  | 4       | +2    |
| Liga Cristiana Finesa                 | 74,209    | 2.6  | 5       | +2    |
| Partido de los Pensionistas           | 35,100    | 1.2  | 0       | Nuevo |
| Partido Popular Liberal               | 27,824    | 1.0  | 0       | –     |
| Coalición Åland                       | 9,401     | 0.3  | 1       | 0     |
| Partido del Derecho Constitucional    | 3,096     | 0.1  | 0       | –1    |
| Otros                                 | 18,299    | 0.6  | 0       | –     |
| Votos nulos/en blanco                 | 15,395    | –    | –       | –     |
| Total                                 | 2,895,488 | 100  | 200     | 0     |
| Votantes registrados/participación    | 4,017,039 | 72.1 | –       | –     |
| Fuente: Tilastokeskus                 |           |      |         |       |

## Consecuencias
Ante estos resultados inconclusos, se iniciaron las negociaciones sobre la forma del nuevo gobierno. Después de seis semanas de conversaciones e intentos de armar un gobierno completamente no socialista, se formó una combinación pionera que incluía a conservadores y socialistas en el Consejo de Estado, junto con el confiable y exitoso Partido Popular Sueco y el golpeado y desesperado SMP.
El nuevo gobierno, compuesto por nueve ministros centristas y conservadores y ocho socialistas y encabezado por Harri Holkeri del KOK, sorprendió a algunos observadores porque un gobierno no socialista era posible y parecía apropiado dados los resultados electorales. El resultado enfureció a otros, quienes sostuvieron que Koivisto había abusado de los poderes presidenciales cuando negoció un gobierno que tenía a su antiguo partido como miembro a pesar de sus considerables pérdidas electorales. Koivisto respondió que se había comportado correctamente y había dejado que las partes discutieran una combinación viable.
Una explicación para el gobierno inusual fue que la animosidad contra el líder del Partido del Centro (KESK), Paavo Väyrynen, era tan común tanto en el SDP como en el KOK que ninguno de los partidos estaba dispuesto a formar gobierno con él. Por lo tanto, el KESK se vio privado de su papel tradicional de "bisagra". Otra consideración fue que el SDP y el KOK no estaban tan en desacuerdo como podrían haberlo estado los partidos socialistas y conservadores en otros lugares. Ambos partidos se habían movido hacia el centro, y estaban de acuerdo en la mayoría de los temas, especialmente en la necesidad de reducir los subsidios agrícolas que siempre había defendido el KESK. El gobierno "rojo-azul" resultante tenía como objetivo programático la preservación del sistema de bienestar social, la mejora de la posición competitiva de Finlandia en el comercio internacional, una reforma fundamental del sistema fiscal y la adhesión a la Línea Paasikivi-Kekkonen en asuntos exteriores. El SFP encajaba fácilmente con este programa. El SMP, antes derechista, pero ahora moderado, fue incluido porque fortalecía levemente al gobierno y porque era probable que fuera confiable, porque no tenía otro lugar a donde ir. El Presidente Mauno Koivisto informó al nuevo gobierno que no tendría que renunciar después de las elecciones presidenciales de 1988, y los observadores esperaban que el gabinete cumpliera su mandato completo hasta las elecciones parlamentarias de 1991.